# Callan McAuliffe
Callan Ryan Claude McAuliffe (Sydney, 24 de janeiro de 1995) é um ator australiano. Tornou-se conhecido por protagonizar o filme O Primeiro Amor.

## Filmografia
| Ano       | Título                                | Papel            | Notas                                                             |
| --------- | ------------------------------------- | ---------------- | ----------------------------------------------------------------- |
| 2007      | Comedy Inc.                           | Callum McAuliffe |                                                                   |
| 2008      | Blue Water High                       | Ben              |                                                                   |
| 2009      | Franswa Sharl                         | Greg Logan       |                                                                   |
| 2009      | Packed to the Rafters                 | Rhys             |                                                                   |
| 2010      | Flipped                               | Bryce Loski      |                                                                   |
| 2010      | Resistance                            | Terrence Green   |                                                                   |
| 2011      | Cloudstreet                           | Quick Lamb       |                                                                   |
| 2011      | I Am Number Four                      | Sam Goode        |                                                                   |
| 2012      | Underground: The Julian Assange Story | Suspeito         |                                                                   |
| 2013      | The Great Gatsby                      | Jovem Jay Gatsby |                                                                   |
| 2013      | Beneath the Harvest Sky               | Dominic          |                                                                   |
| 2014      | Kite                                  | Oburi            |                                                                   |
| 2014      | Our Robot Overlords                   | Sean Flynn       |                                                                   |
| 2017-2022 | The Walking Dead                      | Alden            | Recorrente (Temporada 8) Também estrelando (Temporada 9-presente) |